# Natta (Bénin)
Pour les articles homonymes, voir Natta (homonymie).
Natta est l'un des sept arrondissements de la commune de Boukoumbé dans le département de l'Atacora au Bénin.

## Géographie
L'arrondissement de Natta est situé au nord-ouest du Bénin et compte onze villages que sont Dipokor Fontri, Koucointiegou, Koudogou, Koukoua, Koumagou-b, Kounagnigou, Kounakogou, Kouporgou, Koutangou, Kouwonatougou et Kouwotchirgou.

## Démographie
Selon le recensement de la population de 2013 conduit par l'Institut national de la statistique et de l'analyse économique (INSAE), Natta compte 11239 habitants  .